# Kostas Botopulos
Kostas Botopulos, gr. Κώστας Μποτόπουλος (ur. 23 kwietnia 1962 w Atenach) – grecki polityk, prawnik, publicysta, od 2007 do 2009 poseł do Parlamentu Europejskiego, wiceminister gospodarki.

## Życiorys
W 1986 ukończył studia na Wydziale Prawa Uniwersytetu Narodowego im. Kapodistriasa w Atenach. Później kształcił się na Sorbonie, gdzie uzyskał dyplom DEA z prawa publicznego (1986), a w 1991 doktorat z zakresu prawa konstytucyjnego.
Od 1993 był doradcą jednego z ministrów, następnie w latach 1994–2007 pracował w służbach prawnych Banku Grecji. Jednocześnie zajął się działalnością publicystyczną, a także polityczną w ramach Panhelleńskiego Ruchu Socjalistycznego (PASOK). Był sekretarzem generalnym partii ds. turystyki, został członkiem zarządu krajowego tego ugrupowania.
W 2004 kandydował bez powodzenia do Parlamentu Europejskiego. Mandat europosła objął w październiku 2007. W PE przystąpił do frakcji socjalistycznej. Pracował w Komisji Kontroli Budżetowej oraz w Komisji Budżetowej. W PE zasiadał do lipca 2009.